# Oude Calixtuskerk (Groenlo)

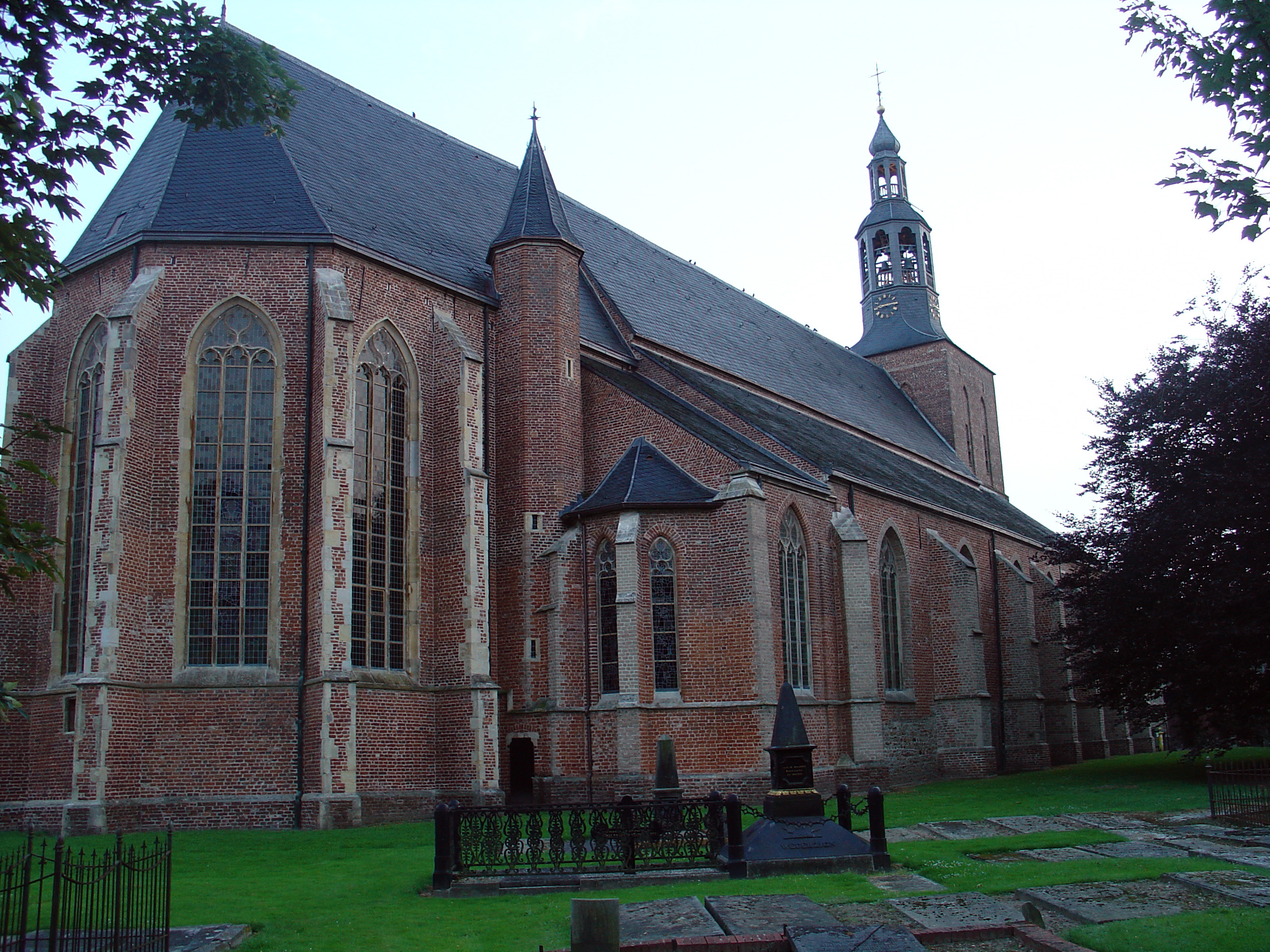
Die Oude Calixtuskerk in Groenlo

Die Oude Calixtuskerk (deutsch Alte Calixtuskirche) ist eine spätgotische Pseudobasilika aus Backstein der Protestantischen Kirche in den Niederlanden in Groenlo, Provinz Gelderland.

## Geschichte
Um 1275 wurde in Groenlo mit dem Bau einer Kirche begonnen. Im 15. Jahrhundert unterstützte der Bischof von Münster den Bau, der um 1520 in seiner heutigen Form vollendet wurde. Während des Achtzigjährigen Kriegs kam die Kirche in die Hände der Reformierten, in deren Besitz sie nach 1674 definitiv blieb. Seit 1978 gehört die Kirche der Stiftung „Oude Gelderse Kerken“. 2006 und 2007 wurde das Bauwerk restauriert. Während der Chorraum nach wie vor dem reformierten Gottesdienst dient, wird das Kirchenschiff als Ausstellungsraum genutzt. In den beiden Seitenschiffen ist eine Dauerausstellung über die Geschichte von Groenlo untergebracht.

## Ausstattung
Im Kirchturm hängt ein Carillon mit 47 Glocken.
Die Hauptorgel wurde 1951 von der Orgelbaufirma Flentrop (Zaandam) gebaut. Das Schleifladen-Instrument hat 17 Register auf zwei Manualen und Pedal. Die Trakturen sind mechanisch.
| I Hauptwerk C–f3 |    |
| Prestant         | 8′ |
| Roerfluit        | 8′ |
| Octaaf           | 4′ |
| Quintadeen       | 4′ |
| Vlakfluit        | 2′ |
| Mixtuur IV-VII   |    |
| Trompet          | 8′ |

| II Brustwerk C–f3 |       |
| Holpijp           | 8′    |
| Spitsfluit        | 4′    |
| Prestant          | 2′    |
| Quint             | 1 ⁄3′ |
| Sesquialter II    |       |
| Cymbel            |       |
| Regaal            | 8′    |

| Pedal C–f1 |     |
| Subbas     | 16′ |
| Prestant   | 8′  |
| Nachthoorn | 4′  |

- Koppeln: II/I, I/P